# Герб Доброслава
Герб Доброслава — офіційний геральдичний символ смт Доброслав Одеської області. Затверджений 7 лютого 2012 р. рішенням №334-VI сесії Комінтернівської селищної ради.

## Опис

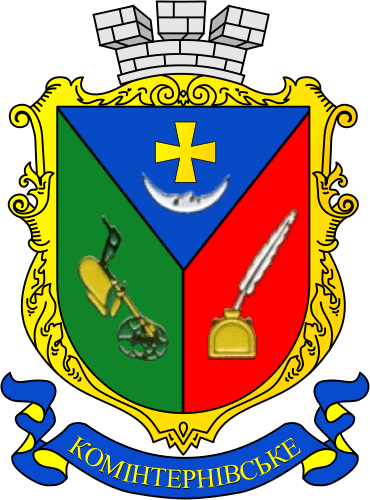
Варіант гербу Комінтернівського (до 2016 р.)

Золотий розширений хрест, який супроводжується внизу срібним півмісяцем з людським обличчям ріжками догори на лазуровому полі символізує перших переселенців з с. Шишаки Полтавської губернії поміщика Антона Кодинцева, який купив тут землю і переселив сюди частину своїх кріпаків. Плуг символ землеробства, і також в більш широкому сенсі — символ нового життя (підйом цілини), одна з емблем селянської праці. Чорнильниця — каламар (в Запорізькій Січі каламар — знак гідності військового писаря) зі срібним пером символізує освічених, творчих людей, які живуть в Доброславі, представників місцевої інтелігенції.